# Abdulwahab Ibrahim
Abdulwahab Ibrahim, auch Abdul Wahab Ibrahim, (* 13. Januar 1999) ist ein ghanaischer Fußballspieler.

## Karriere

### Verein
Ibrahim begann seine Karriere in der West African Football Academy. Zur Saison 2016 wurde er in den Profikader befördert. Seinen ersten dokumentierten Einsatz für die WAFA in der Premier League hatte er im Februar 2016, als er am ersten Spieltag der Saison 2016 gegen den Asante Kotoko SC in der 67. Minute für Gideon Mensah eingewechselt wurde.
Im April 2016 stand er am achten Spieltag gegen den Hearts of Oak SC erstmals in der Startelf. In der Saison 2016 kam er insgesamt in 25 von 30 Spielen zum Einsatz, davon stand er 17 Mal in der Startelf.

### Nationalmannschaft
Ibrahim wurde 2015 erstmals in den Kader der ghanaischen U-17-Auswahl berufen.